# Atari Jaguar
Atari Jaguar — игровая консоль, выпущенная в ноябре 1993 года компанией Atari. В своё время являлась мощной платформой следующего (пятого по счёту) поколения телевизионных игровых приставок. Поступила в продажу по цене 249,99 долларов. Рекламировалась как «первая 64-битная система», что было рекламной уловкой — CPU и GPU приставки имели RISC-подобную 32-битную архитектуру, 64-битным был графический сопроцессор «Том». Консоль разрабатывалась вместо отменённой ранее 32-битной Atari Panther; некоторые из игр, ранее планировавшихся для Panther, были переделаны для совместимости с Jaguar.
Однако для приставки было выпущено ограниченное число игр, большинство из которых были низкого качества, что отрицательно сказалось на продажах консоли. К причинам провала также можно отнести неудачно выбранный носитель (картридж), неудобный джойстик и ценовую политику. Конкуренция с другими приставками, особенно использовавшими CD-диски как PlayStation, обрекла Atari Jaguar на провал. В период с конца 1993 по конец 1995 года было продано всего 125 тыс. экземпляров.
И хотя производителем были предприняты попытки привлечь к консоли интерес покупателей, выпустив в спешном порядке адаптер для чтения компакт-дисков Atari Jaguar CD, устройство для сохранения состояния игры Memory Track и устройство для совместной игры на двух приставках JagLink, эти действия не смогли повысить продажи. Претерпев серьёзные убытки, Atari была вынуждена покинуть рынок игровых приставок.

## Технические характеристики
Процессоры:
- Центральный Motorola 68000 — 13,295 МГц.
- «Том» (26,59 МГц) —32-битный графический процессор, 4 КБ кэш-памяти, также может выполнять функции неграфического процессора;
- «Джерри» (26,59 МГц) — 32-битный цифровой сигнальный процессор;

Прочее:
- RAM 2 МБ;
- картридж объёмом до 6 МБ.

## Atari Jaguar II
Atari Jaguar II должна была стать преемником Jaguar. Но до начала производства проект был закрыт и Atari ушла с рынка игровых приставок
Jaguar II был обновленной версией Jaguar, разработанного в лабораториях Atari в Саннивейл, команда разработчиков во главе с Джоном Мэтисон, один из создателей оригинальной Atari Jaguar. Он был задуман как программное обеспечение, совместимое с Jaguar. Он использовал новые технологии для ускорения работы системы Jaguar, решение недостатков в архитектуре, и сделать значительные улучшения в спецификацию. Кодовое имя было «Midsummer».
Разработка проекта началась в январе 1994 года, и рабочие прототипы появились в марте 1995 года. Графический чип Oberon, который заменил Tom из Jaguar, был закончен и работал в этом прототипе. Его чип-компаньон не был завершён к отмене проекта в 1995 году.